# 國立臺灣大學綜合教學館
25°01′06″N 121°32′22″E / 25.018243°N 121.539409°E

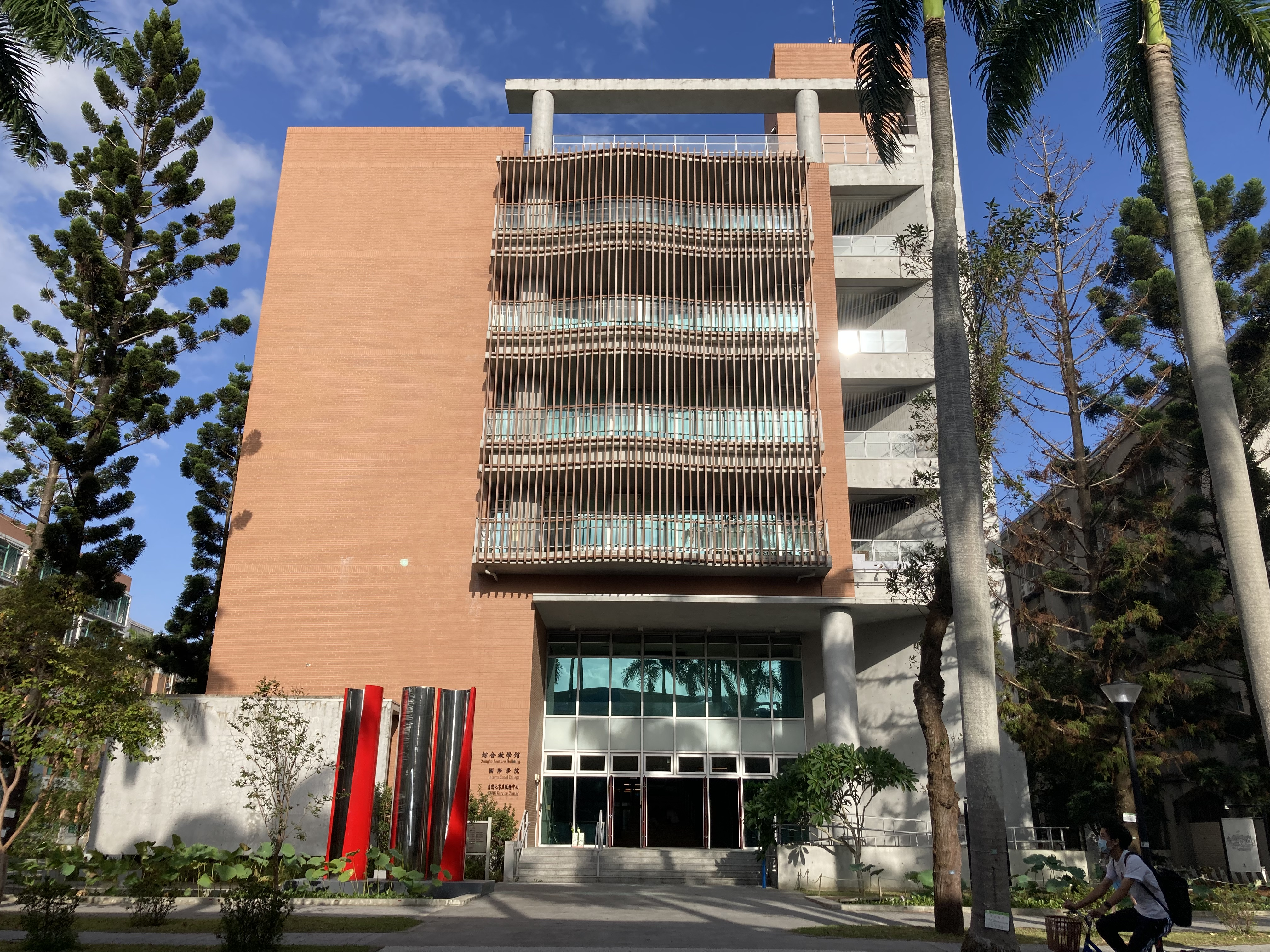
新綜合教學館（正門）

國立臺灣大學綜合教學館，原名綜合教室，為國立臺灣大學五棟教學館之一。位於臺大水杉道、小椰林道路口，鄰近第一學生活動中心與圖書資訊學系系館。通常為通識課程、共同必修課程、選修課程等不需特殊器材課程的授業場所，設有容納500餘席的大講堂，同時該館地下室為臺大圖書館之自動化書庫。舊館興建於1972年，已拆除重建，新館於2018年4月正式啟用。

## 簡史

舊綜合教學館

綜合教室由王大閎設計，地面共四層樓，地下一層樓，後側另有一棟附屬的階梯式大教室。1972年落成，1978年增建第四層。教室北、西兩側有兩排高大的南洋杉樹。外牆貼覆白色磁磚，反映1960年代的建築風格，以重複元素強調幾何秩序，突顯建築的結構美。
由於年代久遠且缺乏維修保養，建築物面磚龜裂、油漆剝落、牆面滲漏等景象到處可見，並且因為未能事先規劃空調，將分離式主機吊掛於戶外，不規則之管線呈現零亂不雅之外觀。1998年間總務處陸續進行內部整修，包含燈光、廁所 、教室座椅更新及粉刷等。2006年，綜合大禮堂燒毀後棄置，未曾進行更大規模的整修。

### 重建

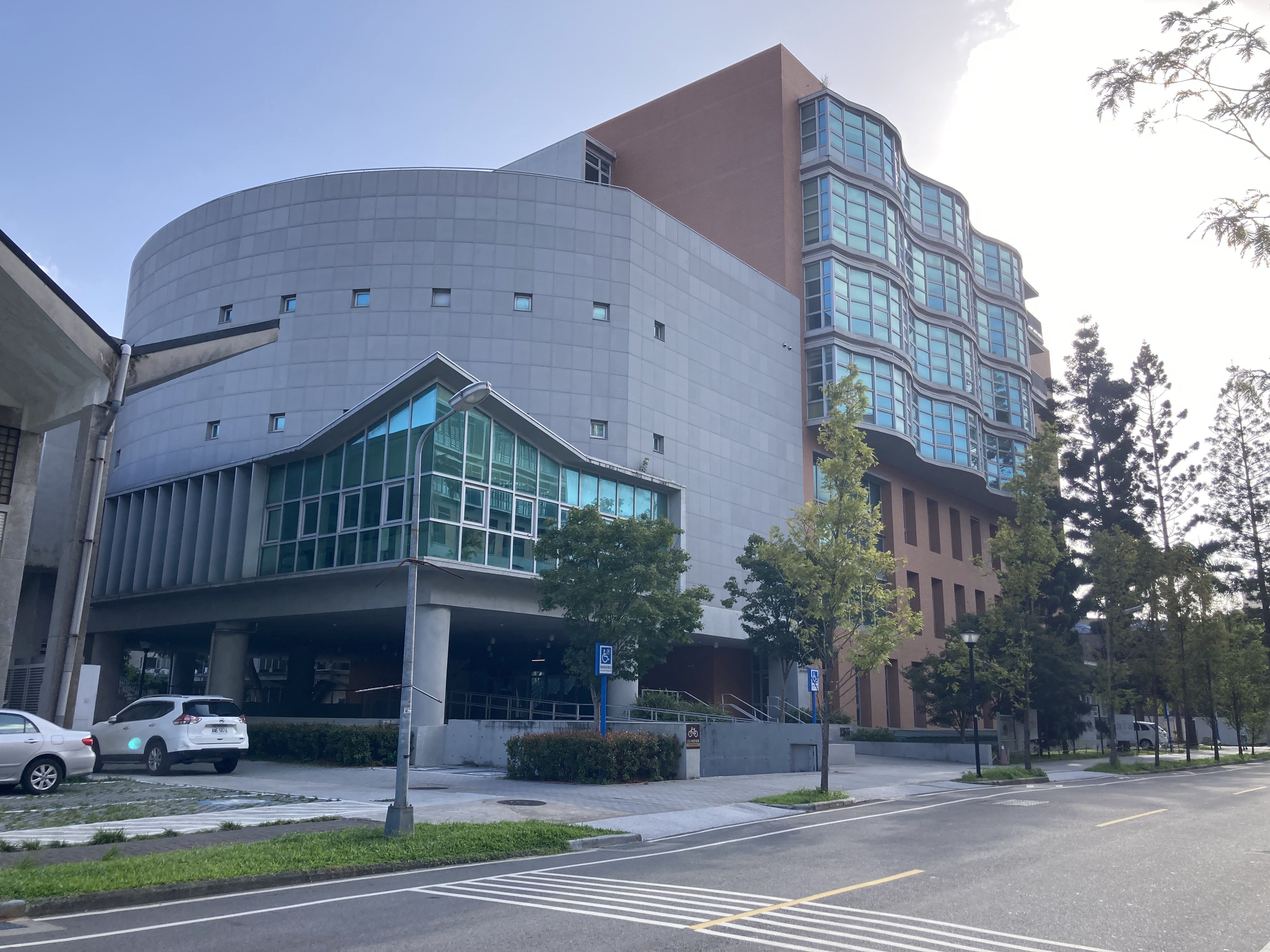
新綜合教學館側面，灰色部分為大講堂

2006年初校務會議提出：因為綜合教室安全疑慮（例如耐震相關結構）與教室老舊問題，師生使用意願較低，校內需要有更多更好、能容納更多人的教室，因此規劃重建教學大樓。至2012年初提出重建工程規劃，地下室將設置台灣首座高密度自動化書庫以紓解台大圖書館的藏書空間不足之壓力，並規劃書庫服務中心、學習開放空間，增設多間中小型的會議室，供學生課業、社團、跨領域交流等等。
台大學生會並與校方合作，進行新綜合大樓的設計規劃。預定於2013年2月拆除以進行新大樓興建，整體工程預計於2015年12月完成。 學生會為紀念綜合教學館，于2012年11月15日（預計拆除前最後一個校慶）在綜合教學館舉辦虛擬實境遊戲活動。爾後該館被施工圍欄包圍，但直到2015年2月才開始，3月拆除完畢，新大樓的動土典禮則於同年4月8日舉行。新館於2018年4月17日啟用。

## 使用單位

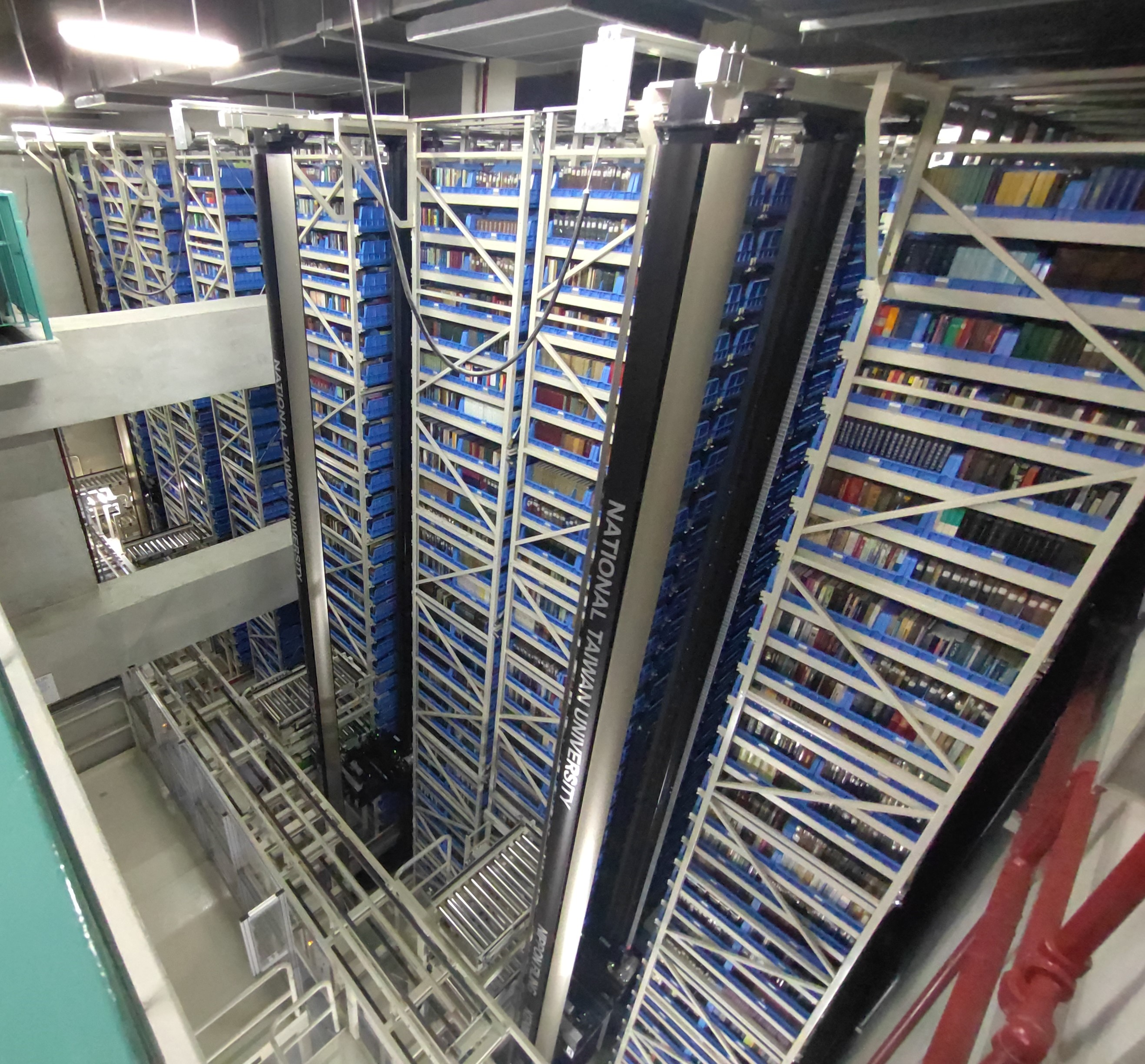
綜合教學館地下自動化書庫

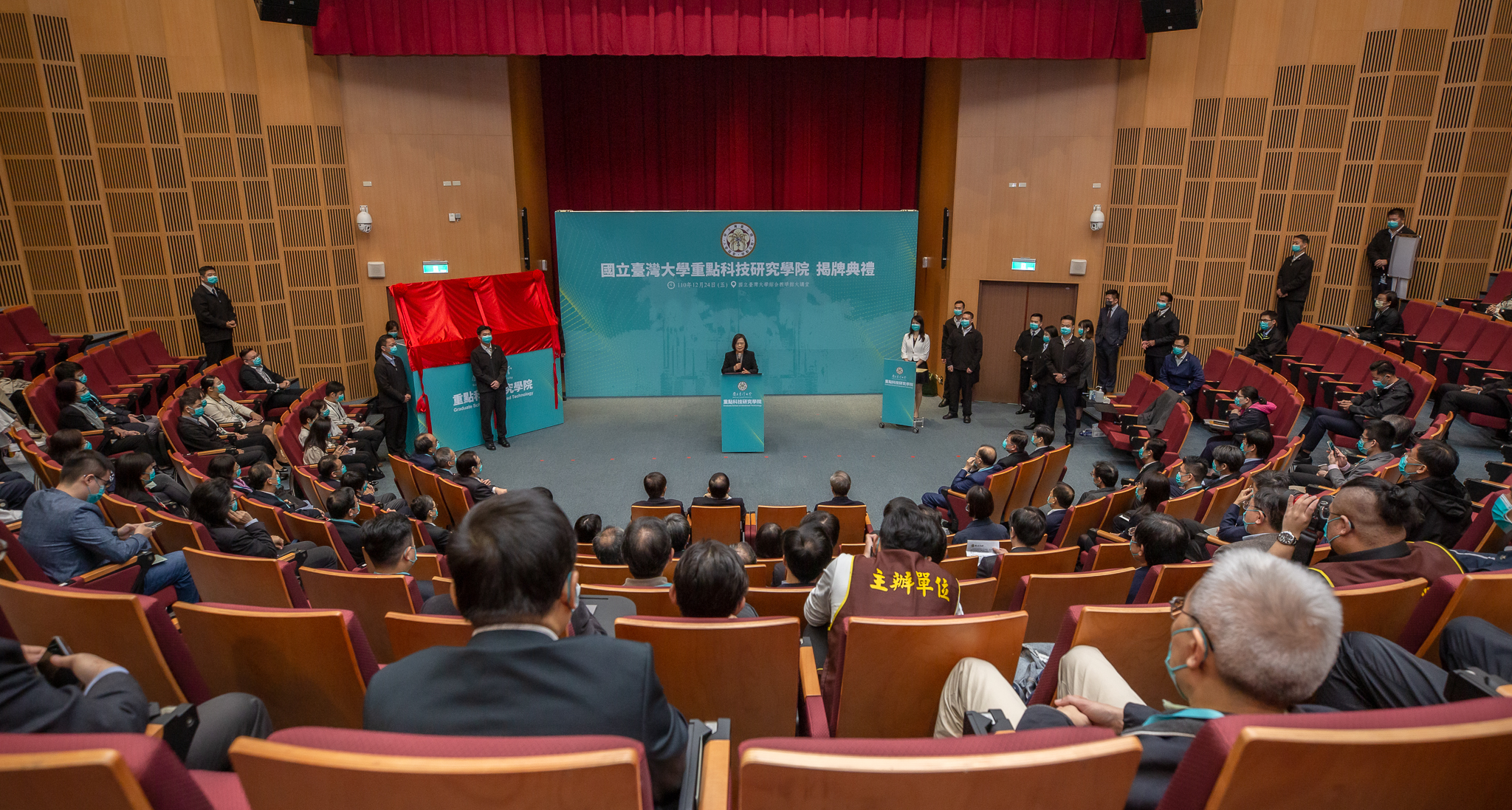
綜合教學館錢思亮紀念講堂

國立臺灣大學綜合教學館新館地下四層、地上七層，圖書館自動化書庫位於地下2至4樓，是台灣首座高密度自動化書庫，能容納120萬冊以上書籍，並於地上1樓設置服務中心提供調閱服務。地上1至3樓為教學教室及社團活動空間，社團常借用這裡的教室舉辦各種活動或演講，4樓為臺大石化研究中心使用。大講堂（錢思亮紀念講堂）設置於2至4樓，可容納568席，為臺大校內最大的演講廳。

## 其它
綜合教學館為台灣大學往返中研院間交通車的起點站。

## 外部連結
- 綜合教室大樓 （页面存档备份，存于）